# Flux de documents sur Internet
Pour les articles homonymes, voir FDI.
Le terme FDI pour Flux de Documents (ou de données) sur Internet est développé depuis janvier 2006 par un groupe d'ingénieurs du CNRS (France). Ce terme désigne les flux de données diffusables par protocole HTTP et écrits en XML. Les FDI sont également définis par la manière dont les processus de travail, dans le monde de l'internet scientifique, vont s'articuler autour des flux de documents ou de données (ex : EAD, EAC, TEI, OAI etc.)